# Etnomatematika

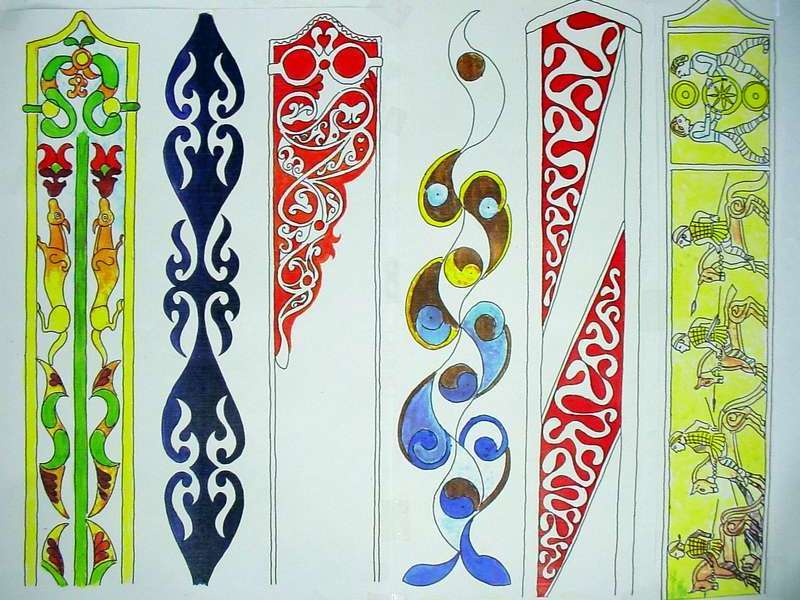
Az etnomatematika egyik látványos területe a díszítőmintázatok matematikája. E frízmintázatok kelta kardokon találhatók. Részlet Bérczi Szaniszlónak a kelta művészetet bemutató kiállítási és kifestő füzetből.

Az etnomatematika olyan új tudományág, amely a matematika fejlődését a kultúrák fejlődésével párhuzamosan tanulmányozza.

## Az etnomatematika kialakulása az élet része
Az ősi műveltségek mindig tartalmaztak a tudáskincsben matematikai elemeket. Fényes Imre A fizika eredete c. könyvében például leírja, hogy a számolás már kései jelenség, mert sokkal korábbi a hozzárendelés módszerének a kialakulása. Ha egy pásztor például számon akarta tartani állatait, akkor elég volt egy olyan párhuzamban gondolkodnia, hogy minden egyes testrészéhez „hozzárendelt” egy állatot. Kezdve a hozzárendelést a jobb kisujján, ujjain, folytatva a vállán, hónalján stb. mintegy 200 állatot tudott így „megjegyezni”. Ez a kis történet illusztrálja azt, hogy a fogalmak kifejlődése hosszú folyamat volt és különösen igaz ez az ősi matematikai fogalmakra.

## Az etnomatematika fogalmának kialakulása

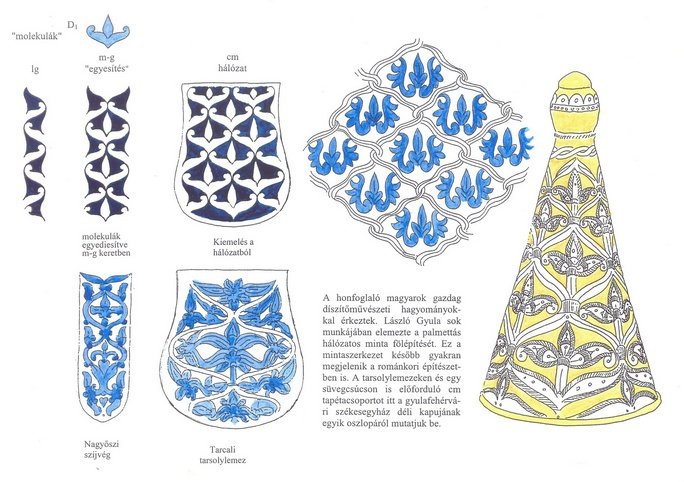
A díszítőmintázatok a honfoglaló magyarok palmettás művészetében gazdag etnomatematikai kapcsolatokat mutatnak. Részlet egy kiállítási és kifestő füzetből.

Az etnomatematika fogalmának kialakulását sokan a brazíliai matematikusnak, Ubiratan D'Ambrosionak tulajdonítják, aki 1977-ben egy nemzetközi előadásban használta ezt a fogalmat. A 80-as és a 90-es évek folyamán azután egyre többféle oldalról pontosították ezt a fogalmat. D‘Ambrosio 1985-ös meghatározásában a következő társadalmi körök szerepeltek: „Az etnomatematika különféle törzsi, nemzetségi, törzsszövetségi társadalmak, műveltségi közösségek matematikája. De ide tartozik a munkacsoportok, gyermekek intuitív ismereteiben rejlő matematikai tudás is.” Gerdes, Paul 1986-ban fontosnak tartotta kiemelni, hogy matematika minden gyakorlati ismeretben van. Ugyanebben az évben Ascher azt emelte ki, hogy az etnomatematika a még írástudatlan műveltségek matematikai fogalmait jelenti. Mások a különféle tevékenységekből származó műveltségi terméknek tekintették az etnomatematikát.

## Az etnomatematika szerepe a matematika oktatásában
Az etnomatematika segítségével történő matematika oktatás a műveltség természetes részeként ismerteti meg a fogalmakat a tanulókkal. Hangsúlyt kap az is, hogy a fogalmak kifejlődése az élettevékenységek során történik, hosszú folyamat és bizonyos tevékenységek gyakorlása úgy válogatható, hogy a matematikai fogalmak vele párhuzamosan kifejlődjenek.
Az etnomatematika segítségével történő matematika oktatás lehetőséget biztosít ugyanakkor arra is, hogy más népek tapasztalataival ötvözve ismerkedjenek matematikai fogalmakkal a diákok. Egyúttal e népeket is jobban megismerik a hallgatók. A mai élet multikulturális programjához tehát jól kapcsolható az etnomatematika oktatása.

## Etnomatematika és a közösségi művészetek
Vannak az ősi életnek olyan területei, ahol a tudáskincsről hagyott nyomok mindmáig föllelhetők. Köszönhetően a régészet tudományának ilyen terület a díszítőművészet is. A régi népek tudáskincséből sok fönnmaradt a díszes ruházatban, fegyverzetben, eszközeikkel és szerszámaikkal együtt eltemetett halottak sírjában. Az egyik etnomatematikai szempontból is értékes leletrész a díszítés matematikája, amely a díszítőművészeti mintázatokból olvasható ki. Bár mai tudáskincs alapján fogalmazunk meg összehasonlítási alapokat (például az egyenes menti, ú. n. fríz-mintának, ill. a síkon létrehozható mintázatoknak a szimmetriacsoportjait), a megvalósítás ősi időkben történt voltának a fölismerése ezt a területet az etnomatematika egyik legérdekesebb területévé teszi. Lexikonunkban a Griffes-indás kultúra címszónál találunk részletesebb bemutatást erről és a késő avarok díszítőművészetének matematikai érdekességeiről. Ugyancsak láthatunk etnomatematikai példákat a Szibéria, a hunok és az ókori görög művészet címszóknál is.

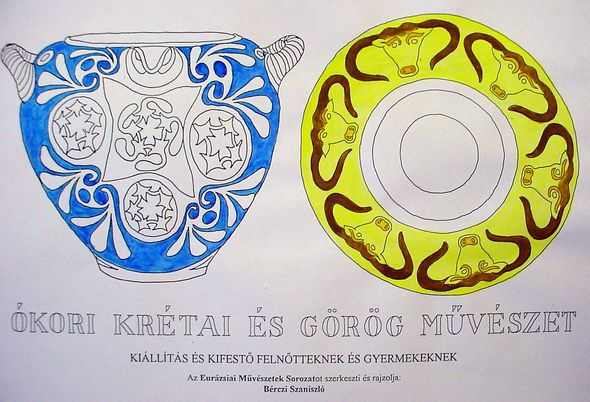
Részlet az Ókori krétai és görög művészetek kiállítási füzet borítójáról.

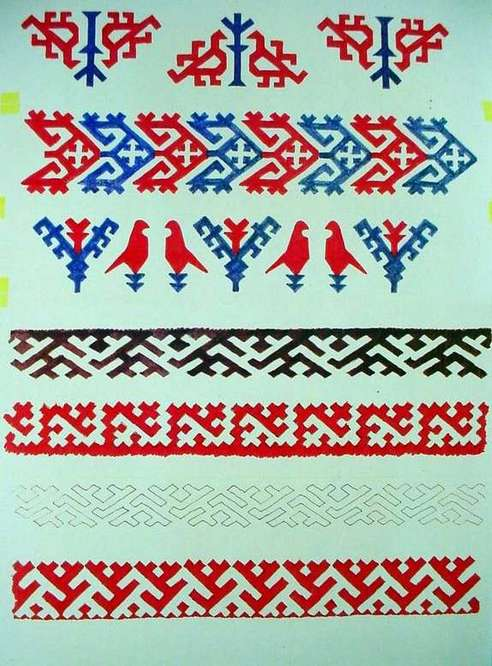
Hanti-Manysi népi díszítőművészeti rajzok a Tobolszki Múzeumban. A múzeumban készült rajzok egy 1984-es terepgyakorlatról (Bérczi Sz.)

## Etnomatematika és az ősi játékok
A játék ősi tevékenység a társadalmakban. A játékok logikus cselekedetekre sarkallják a résztvevőket és a játék menete során matematikai fogalmak is megjelennek. Az ősi játékok elemzése tehát az egyik érdekes részterülete az etnomatematikának. Vannak terepasztalokon folytatott játékok, melyeken a lépések változatossága teszi lehetővé a partner legyőzését. Másféle játékok azok, ahol elemeket kell valamilyen forma szerint elrendezni. A dobókockával végzett szerencsés dobáson alapuló játékok szintén ősiek. Az útvesztők (labirintusok), a bejárható vonalak követésével versenyeztetik a játékosokat. Igen érdekes a ma ismert összetett játékok kialakulásának útja is (például a sakké, vagy a go-é). A játékok ma is kimeríthetetlen forrásai az etnomatematikának.

## Külső hivatkozások
- Ethnomathematics Digital Library.
- Etnomatematikai cikkek honlapja
- "Etnomatek": multikulturális matematika
- A sakk története
- Etnomatek cikk a Népszabadság 2005-i számában